# 曼德拉雷河
25°10′26″S 46°26′00″E / 25.17389°S 46.43333°E

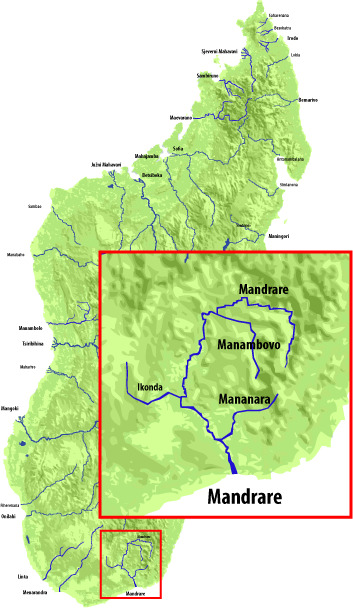

曼德拉雷河，是馬達加斯加的河流，位於該國東南部，由阿諾西區負責管轄，河道全長270公里，流域面積12,435平方公里，最終注入印度洋。